# Labanda pseudofasciata
Labanda pseudofasciata är en fjärilsart som beskrevs av Embrik Strand 1917. Labanda pseudofasciata ingår i släktet Labanda och familjen trågspinnare. Inga underarter finns listade i Catalogue of Life.